# Eugenio Ilarione di Savoia-Carignano
Eugenio Ilarione di Savoia-Carignano (Torino, 21 ottobre 1753 – Domart-sur-la-Luce, 30 giugno 1785) fu un principe sabaudo e primo Conte di Villafranca.
Era fratello minore della famosa "principessa di Lamballe", confidente della regina Maria Antonietta di Francia.

## Biografia
Eugenio Ilarione di Savoia era figlio secondogenito del principe Luigi Vittorio di Savoia-Carignano e di Cristina Enrichetta d'Assia-Rotenburg.
Come molti membri della sua famiglia, intraprese giovanissimo la carriera militare e divenne colonnello proprietario del reggimento di fanteria Savoia-Carignano, al servizio del re di Francia.
Il 20 novembre 1779 a Saint-Malo sposò morganaticamente la nobildonna francese Élisabeth Anne Magon  (22 febbraio 1765 - 9 luglio 1834), figlia di Jean François Nicolas Magon, signore di Parc e di Boisgarin, scudiero reale, e di sua moglie Louise de Karuel. Questo matrimonio fece molto discutere per l'epoca in quanto venne dichiarato nullo dal parlamento di Parigi il 7 ottobre 1780, ma venne invece riconosciuto con una patente apposita del 28 ottobre 1780 dal re di Sardegna, con la quale però il medesimo monarca escludeva la futura progenie di Eugenio Ilarione dalla successione. La coppia si risposò ufficialmente con il beneplacito del re di Sardegna a Saint-Malo il 22 febbraio 1781 e poté dare vita ad un nuovo ramo di casa Savoia, i Savoia-Villafranca.
Dal matrimonio, ad ogni modo, nacque un figlio maschio:
- Giuseppe Maria, Conte di Villafranca (1783-1825)

Giuseppe Maria successe al padre alla di lui morte. Dal 1911 riposa assieme alla consorte nel Santuario Reale Votivo della Madonna delle Grazie a Racconigi.

## Ascendenza
|                                                      |                             |                                                             | Genitori                                           |  |  | Nonni |  |  | Bisnonni                               |  |  | Trisnonni                             |  |
|                                                      |                             |                                                             |                                                    |  |  |       |  |  | Emanuele Filiberto di Savoia-Carignano |  |  | Tommaso Francesco di Savoia-Carignano |  |
|                                                      |                             |                                                             |                                                    |  |  |       |  |  | Emanuele Filiberto di Savoia-Carignano |  |  | Tommaso Francesco di Savoia-Carignano |  |
|                                                      |                             | Maria di Borbone-Soissons                                   |                                                    |  |  |       |  |  | Emanuele Filiberto di Savoia-Carignano |  |  |                                       |  |
| Vittorio Amedeo I di Savoia-Carignano                |                             |                                                             |                                                    |  |  |       |  |  | Emanuele Filiberto di Savoia-Carignano |  |  |                                       |  |
|                                                      |                             | Maria Caterina d'Este                                       | Borso d'Este                                       |  |  |       |  |  |                                        |  |  |                                       |  |
|                                                      |                             | Maria Caterina d'Este                                       | Borso d'Este                                       |  |  |       |  |  |                                        |  |  |                                       |  |
|                                                      |                             | Maria Caterina d'Este                                       | Ippolita d'Este                                    |  |  |       |  |  |                                        |  |  |                                       |  |
| Luigi Vittorio di Savoia-Carignano                   |                             | Maria Caterina d'Este                                       |                                                    |  |  |       |  |  |                                        |  |  |                                       |  |
|                                                      |                             | Vittorio Amedeo II di Savoia                                | Carlo Emanuele II di Savoia                        |  |  |       |  |  |                                        |  |  |                                       |  |
|                                                      |                             | Vittorio Amedeo II di Savoia                                | Carlo Emanuele II di Savoia                        |  |  |       |  |  |                                        |  |  |                                       |  |
|                                                      |                             | Vittorio Amedeo II di Savoia                                | Giovanna Battista di Savoia Nemours                |  |  |       |  |  |                                        |  |  |                                       |  |
| Maria Vittoria Francesca di Savoia                   |                             | Vittorio Amedeo II di Savoia                                |                                                    |  |  |       |  |  |                                        |  |  |                                       |  |
|                                                      |                             | Giovanna Battista d'Albert de Luynes                        | Luis-Charles d'Albert de Luynes                    |  |  |       |  |  |                                        |  |  |                                       |  |
|                                                      |                             | Giovanna Battista d'Albert de Luynes                        | Luis-Charles d'Albert de Luynes                    |  |  |       |  |  |                                        |  |  |                                       |  |
|                                                      |                             | Giovanna Battista d'Albert de Luynes                        | Anne de Rohan-Montbazon                            |  |  |       |  |  |                                        |  |  |                                       |  |
| Eugenio Ilarione di Savoia-Carignano                 |                             | Giovanna Battista d'Albert de Luynes                        |                                                    |  |  |       |  |  |                                        |  |  |                                       |  |
|                                                      | Guglielmo d'Assia-Rotenburg | Ernesto d'Assia-Rheinfels                                   |                                                    |  |  |       |  |  |                                        |  |  |                                       |  |
|                                                      | Guglielmo d'Assia-Rotenburg | Ernesto d'Assia-Rheinfels                                   |                                                    |  |  |       |  |  |                                        |  |  |                                       |  |
|                                                      | Guglielmo d'Assia-Rotenburg | Maria Eleonora di Solms-Lich                                |                                                    |  |  |       |  |  |                                        |  |  |                                       |  |
| Ernesto Leopoldo d'Assia-Rheinfels-Rotenburg         | Guglielmo d'Assia-Rotenburg |                                                             |                                                    |  |  |       |  |  |                                        |  |  |                                       |  |
|                                                      |                             | Maria Anna di Löwenstein-Wertheim                           | Ferdinando di Löwenstein-Wertheim                  |  |  |       |  |  |                                        |  |  |                                       |  |
|                                                      |                             | Maria Anna di Löwenstein-Wertheim                           | Ferdinando di Löwenstein-Wertheim                  |  |  |       |  |  |                                        |  |  |                                       |  |
|                                                      |                             | Maria Anna di Löwenstein-Wertheim                           | …                                                  |  |  |       |  |  |                                        |  |  |                                       |  |
| Cristina Enrichetta d'Assia-Rheinfels-Rotenburg      |                             | Maria Anna di Löwenstein-Wertheim                           |                                                    |  |  |       |  |  |                                        |  |  |                                       |  |
|                                                      |                             | Massimiliano Carlo Alberto di Löwenstein-Wertheim-Rochefort | Ferdinando Carlo di Löwenstein-Wertheim-Rochefort  |  |  |       |  |  |                                        |  |  |                                       |  |
|                                                      |                             | Massimiliano Carlo Alberto di Löwenstein-Wertheim-Rochefort | Ferdinando Carlo di Löwenstein-Wertheim-Rochefort  |  |  |       |  |  |                                        |  |  |                                       |  |
|                                                      |                             | Massimiliano Carlo Alberto di Löwenstein-Wertheim-Rochefort | Contessa Anna Maria di Fürstenberg (1634 - 1705) ? |  |  |       |  |  |                                        |  |  |                                       |  |
| Eleonora Maria Anna di Löwenstein-Wertheim-Rochefort |                             | Massimiliano Carlo Alberto di Löwenstein-Wertheim-Rochefort |                                                    |  |  |       |  |  |                                        |  |  |                                       |  |
|                                                      |                             | Polissena Maria di Lichtenberg und Belasi                   | …                                                  |  |  |       |  |  |                                        |  |  |                                       |  |
|                                                      |                             | Polissena Maria di Lichtenberg und Belasi                   | …                                                  |  |  |       |  |  |                                        |  |  |                                       |  |
|                                                      |                             | Polissena Maria di Lichtenberg und Belasi                   | …                                                  |  |  |       |  |  |                                        |  |  |                                       |  |
|                                                      |                             | Polissena Maria di Lichtenberg und Belasi                   |                                                    |  |  |       |  |  |                                        |  |  |                                       |  |